# Władimir Orłow (polityk)
Władimir Pawłowicz Orłow (ros. Влади́мир Па́влович Орло́в, ur. 16 sierpnia 1921 we wsi Kotowo w guberni kałuskiej, zm. 4 kwietnia 1999 w Moskwie) – radziecki polityk, przewodniczący Prezydium Rady Najwyższej Rosyjskiej FSRR (1985–1988), członek KC KPZR (1971–1990), Bohater Pracy Socjalistycznej (1976).

## Życiorys
W latach 1938–1942 studiował w Iwanowskim Instytucie Tekstylnym, 1942–1943 słuchacz kursów technologów przy Iwanowskim Instytucie Chemiczno-Technologicznym, po czym został majstrem i kierownikiem warsztatu w fabryce w Czapajewsku. Od lutego do sierpnia 1945 sekretarz komitetu Komsomołu w fabryce, w latach 1945–1951 I sekretarz Komitetu Miejskiego Komsomołu w Czapajewsku, od 1948 w WKP(b), 1951–1952 kierownik wydziału Komitetu Miejskiego WKP(b) w Czapajewsku, 1952–1954 II sekretarz Komitetu Miejskiego WKP(b)/KPZR w Czapajewsku, 1954–1958 przewodniczący Komitetu Wykonawczego Rady Miejskiej Czapajewska, od grudnia 1958 do 1960 I sekretarz Komitetu Miejskiego KPZR w Nowokujbyszewsku, 1960-1963 sekretarz Komitetu Obwodowego KPZR w Kujbyszewie. Od grudnia 1962 do grudnia 1964 przewodniczący Komitetu Wykonawczego Rady Obwodowej w Kujbyszewie, od grudnia 1964 do listopada 1965 ponownie sekretarz Komitetu Obwodowego KPZR. Od 19 listopada 1965 do marca 1967 ponownie przewodniczący Komitetu Wykonawczego Rady Obwodowej w Kujbyszewie, od 23 marca 1967 do 25 kwietnia 1979 I sekretarz Komitetu Obwodowego KPZR w Kujbyszewie. Od 9 kwietnia 1971 do 2 lipca 1990 członek KC KPZR, od 18 kwietnia 1979 do 26 marca 1985 I zastępca przewodniczącego Rady Ministrów Rosyjskiej FSRR. Od 26 marca 1985 do 3 października 1988 przewodniczący Prezydium Rady Najwyższej Rosyjskiej FSRR, następnie na emeryturze. Deputowany do Rady Najwyższej ZSRR od 7 do 11 kadencji i do Rady Najwyższej Rosyjskiej FSRR 6 i 10 kadencji. Pochowany na Cmentarzu Kuncewskim w Moskwie.

## Odznaczenia
- Medal Sierp i Młot Bohatera Pracy Socjalistycznej (23 grudnia 1976)
- Order Lenina (czterokrotnie)
- Order Czerwonego Sztandaru Pracy (dwukrotnie)

i medale.